# Лобода
Лобода — фамилия.

## История фамилии
Лободы были представителями православной шляхты и казачества. Некоторые Лободы были дворянским родом, герб которого внесён в VII часть Общего гербовника дворянских родов Российской империи. Дворяне выводили происхождение фамилии от названия страны Лебедия. Часть Лобод переселилась на Кубань, где позднее, по-видимому в 30-х годах XX века, фамилия преобразовалась в Лободинов.

## Описание герба
Имеются описания трёх гербов Лободы.
1. VII часть Общего гербовника дворянских родов Российской империи, стр. 111: В щите, имеющем красное поле, изображён золотой корабль с серебряным посредине столбом, и на носу и корме золотые львиные головы. Щит увенчан дворянскими шлемом и короною, на поверхности которой находится в щите означенный корабль. Намёт на щите красный, подложенный золотом.
2. Архив Черниговского депутатского собрания № 5105: Щит: в красном поле серебряная дважды перекрещенная стрела. Нашлемник: возникающая влево лисица (Лис).
3. Архив Черниговского депутатского собрания № 413: Щит: два вырастающих стебля лебеды (лободы); вверху: справа семь звезд, слева луна в затмении.

## Известные носители фамилии
- см. Лобода (значения)